# 오보
오보(誤報, misinformation)는 잘못된 정보나 보고 및 보도를 뜻한다. 의도적인 기만행위로 인한 역정보와는 구별한다. 소문은 특정 자료원에 귀속되지 않는 정보이므로 신뢰할 수 없으며 검증되지 않은 경우가 많지만 참인지 거짓인지 밝혀질 수 있다. 오보는 나중에 철회된다고 할지라도 행동과 기억에 지속적으로 영향을 줄 수 있다. 사람들은 오보를 믿는 경향이 있을 수 있는데 그 이유는 이들은 자신들이 듣거나 읽는 것에 감정적으로 연결되어 있기 때문이다. 소셜 미디어의 역할로 인해 언제든지 우리에게 쉽게 정보를 이용가능하게 되었으며 다양한 그룹의 사람들을 동시에 특정 정보와 함께 연결시켜준다. 테크놀로지의 발전은 우리가 정보를 통신하는 방식과 오보가 확산하는 방식에 영향을 주었다.

## 같이 보기
- 역정보
- 가짜뉴스